# Lower Island Cove
Lower Island Cove is een gemeentevrije plaats in de Canadese provincie Newfoundland en Labrador. De plaats bevindt zich in het zuidoosten van het eiland Newfoundland.

## Geografie
Lower Island Cove ligt aan de noordoostkust van Bay de Verde, een schiereiland dat op zijn beurt deel uitmaakt van het grote schiereiland Avalon. De plaats ligt aan het gelijknamige inhammetje van de Atlantische Oceaan, nabij de noordrand van Conception Bay. Lower Island Cove ligt aan provinciale route 70, op ruim 3 km ten zuiden van Caplin Cove en 2 km ten noordoosten van Job's Cove. De plaats kent geen echt dorpskern maar bestaat uit een groot aantal verspreide woningen.

## Demografie
Net zoals de meeste afgelegen plaatsen op Newfoundland kent ook Lower Island Cove de laatste jaren een demografische neergang. Tussen 1991 en 2016 daalde de bevolkingsomvang er van 379 naar 248. Dat komt neer op een daling van 34,6% in 25 jaar tijd.
| Demografische ontwikkeling van Lower Island Cove tussen 1991 en 2016 |
| -------------------------------------------------------------------- |
|                                                                      |
| Bron: Statistics Canada (1951–1986, 1991–1996, 2001–2006, 2011–2016) |